# ماثيو بارني
ماثيو بارني (بالإنجليزية: Matthew Barney)‏ (و. 1967  م) هو فنان، ونحات، وكاتب سيناريو، ومخرج أفلام، ومنتج أفلام، وممثل أفلام، ومونتير أمريكي، ولد في سان فرانسيسكو، شارك في معرض دوكومنتا التاسع ‏.

## التعليم
تعلم في كلية الفنون في جامعة ييل ‏.

## جوائز
حصل على جوائز منها:
- الخاتم القيصري لغوسلار [الإنجليزية]‏.

## وصلات خارجية
- ماثيو بارني على موقع IMDb (الإنجليزية)
- ماثيو بارني على موقع الموسوعة البريطانية (الإنجليزية)
- ماثيو بارني على موقع مونزينجر (الألمانية)
- ماثيو بارني على موقع ألو سيني (الفرنسية)
- ماثيو بارني على موقع ميوزك برينز (الإنجليزية)
- ماثيو بارني على موقع أول موفي (الإنجليزية)
- ماثيو بارني على موقع قاعدة بيانات الأفلام السويدية (السويدية)
- ماثيو بارني على موقع إن إن دي بي (الإنجليزية)
- ماثيو بارني على موقع قاعدة بيانات الفيلم (الإنجليزية)
- ماثيو بارني على موقع كينوبويسك (الروسية)